# آرامگاه سید فاضل
بقعه سید فاضل مربوط به دوره قاجار - دوره پهلوی است و در شهرستان نطنز، بخش شمالی، روستای طامه واقع شده و این اثر در تاریخ ۷ مهر ۱۳۸۱ با شمارهٔ ثبت ۶۵۴۲ به‌عنوان یکی از آثار ملی ایران به ثبت رسیده است.